# Kohlhaukuppe
Die Kohlhaukuppe ist ein 785,9 m ü. NHN hoher Berg im Osterzgebirge südlich von Geising im sächsischen Landkreis Sächsische Schweiz-Osterzgebirge unweit der Grenze zu Tschechien. Auf seinem Gipfel steht eine Bergbaude und ein Aussichtsturm.

## Geschichte
In älteren Archivalien heißt der Berg nur Kuppe oder Koppe. Als sich 1889 das Bestehen des Hauses Wettin zum 800. Male jährte und zahlreiche Feiern im Königreich Sachsen stattfanden, wurde der Berg in Wettinhöhe umbenannt und auf dem Gipfel ein neun Meter hoher eiserner Aussichtsturm errichtet. Dessen Einweihung fand am 16. Juni 1889 statt.
Neben dem Turm wurde ein laubenartiger Holzbau als kleine Gastwirtschaft errichtet. Die Bergbaude war nur im Sommer geöffnet. Nachdem im Ersten Weltkrieg die Bewirtschaftung auf dem Berg vollkommen zum Erliegen gekommen war, wurde nach Kriegsende ein Neubau mit massivem Keller errichtet, der bis 1933 bestand. In jenem Jahr wurde die Bergbaude auf Anweisung eines Zollkommissars abgerissen, weil hier unter anderem illegal Flugschriften vertrieben worden sind.
Nach dem Zweiten Weltkrieg wurde der Name Wettinhöhe getilgt und der Berg erhielt die heutige Bezeichnung. 1952 begann der Wiederaufbau der Baude, gleichzeitig wurde der Turm um zwei Meter erhöht. Dieser Turm stand bis 1995 und wurde dann durch eine Stahlkonstruktion ersetzt, die dem ursprünglichen Turm ähnelt.
Die Bergbaude ist seit 1993 wieder geöffnet. Es finden Baudenabende mit „Sagen und Magie“ statt. Wegen der dort angebotenen Knoblauchgerichte heißt der Berg im Volksmund auch „Knoblauchkuppe“.

## Wege zum Gipfel
Es besteht keine Auffahrtmöglichkeit für Pkw. Ein gebührenpflichtiger Parkplatz ist am Hüttenteich in Geising vorhanden. Von dort verlaufen zwei gut markierte Wanderwege zum Gipfel: entweder auf der Fahrstraße oder eine steilere, dafür aber kürzere Variante am Anton-Günther-Stein aufwärts.

## Aussicht
- Im Norden: Geising, links davon der Geisingberg, rechts davon der Wilisch
- Im Osten: der Spitzberg, rechts: Hoher Schneeberg
- Im Südwesten: Zinnwald
- Im Nordwesten: Altenberg
- Im Südosten: Vorderzinnwald, dahinter der Komáří hůrka auf böhmischer Seite.

## Galerie

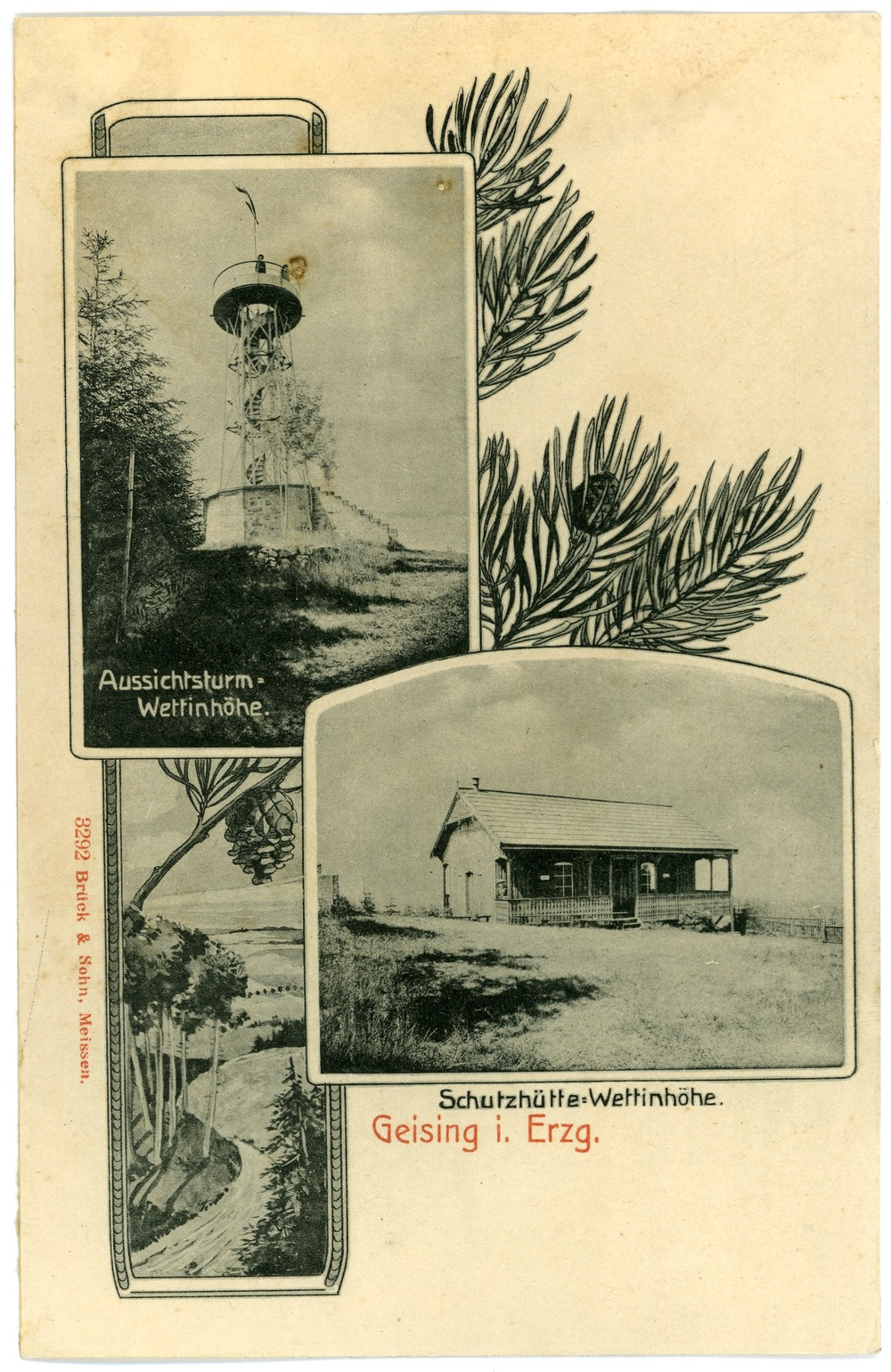
Historische Ansicht von Turm und Schutzhütte (1903)
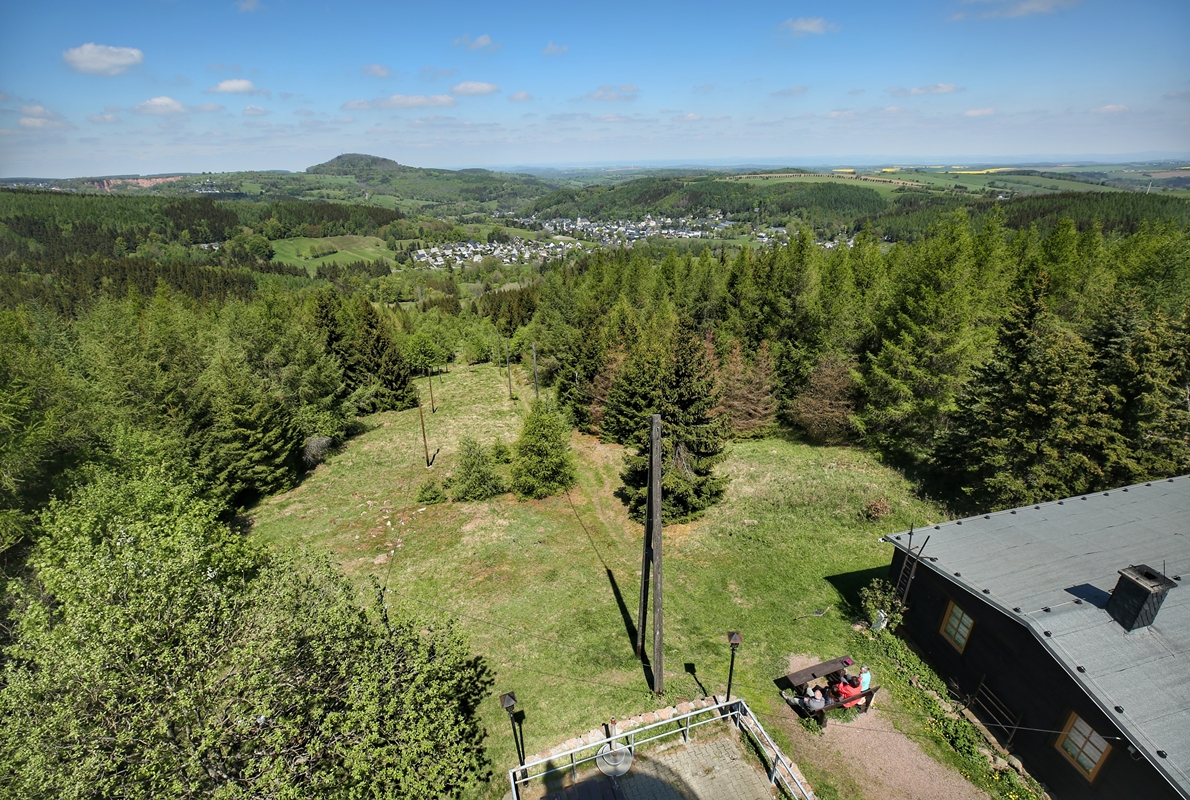
Blick vom Aussichtsturm in Richtung Norden auf Geising und den Geisingberg
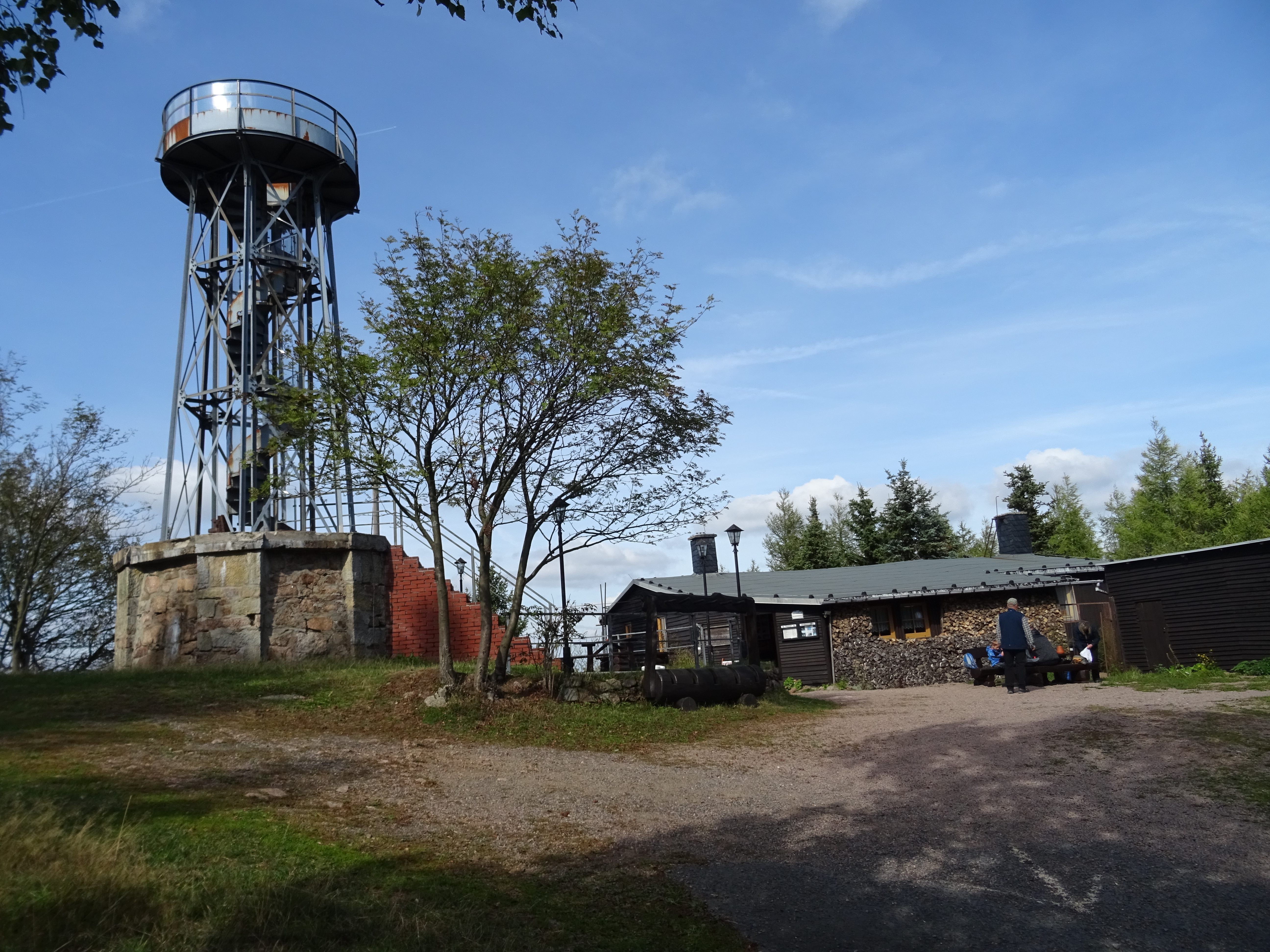
Bergbaude und Aussichtsturm
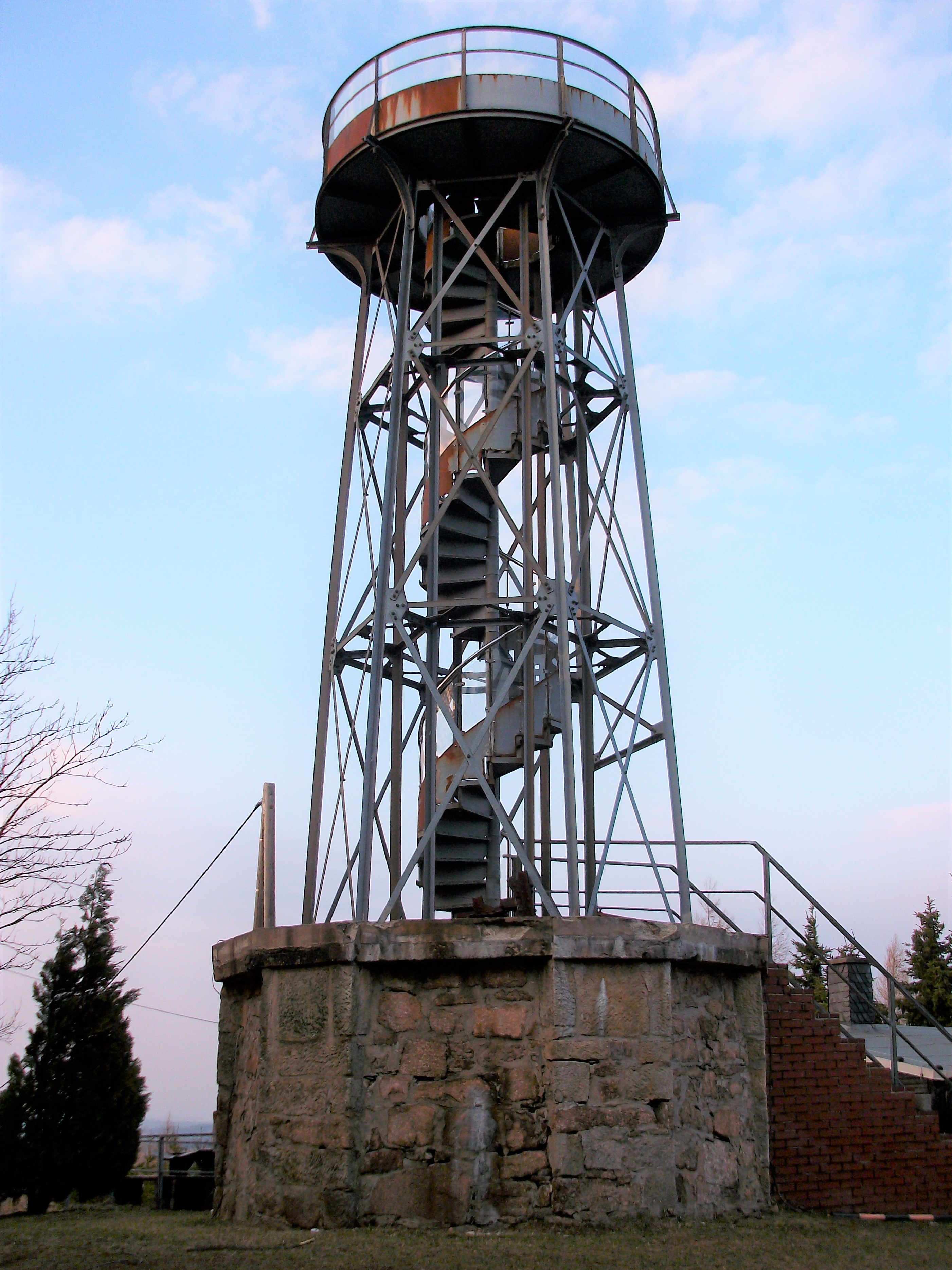
Aussichtsturm
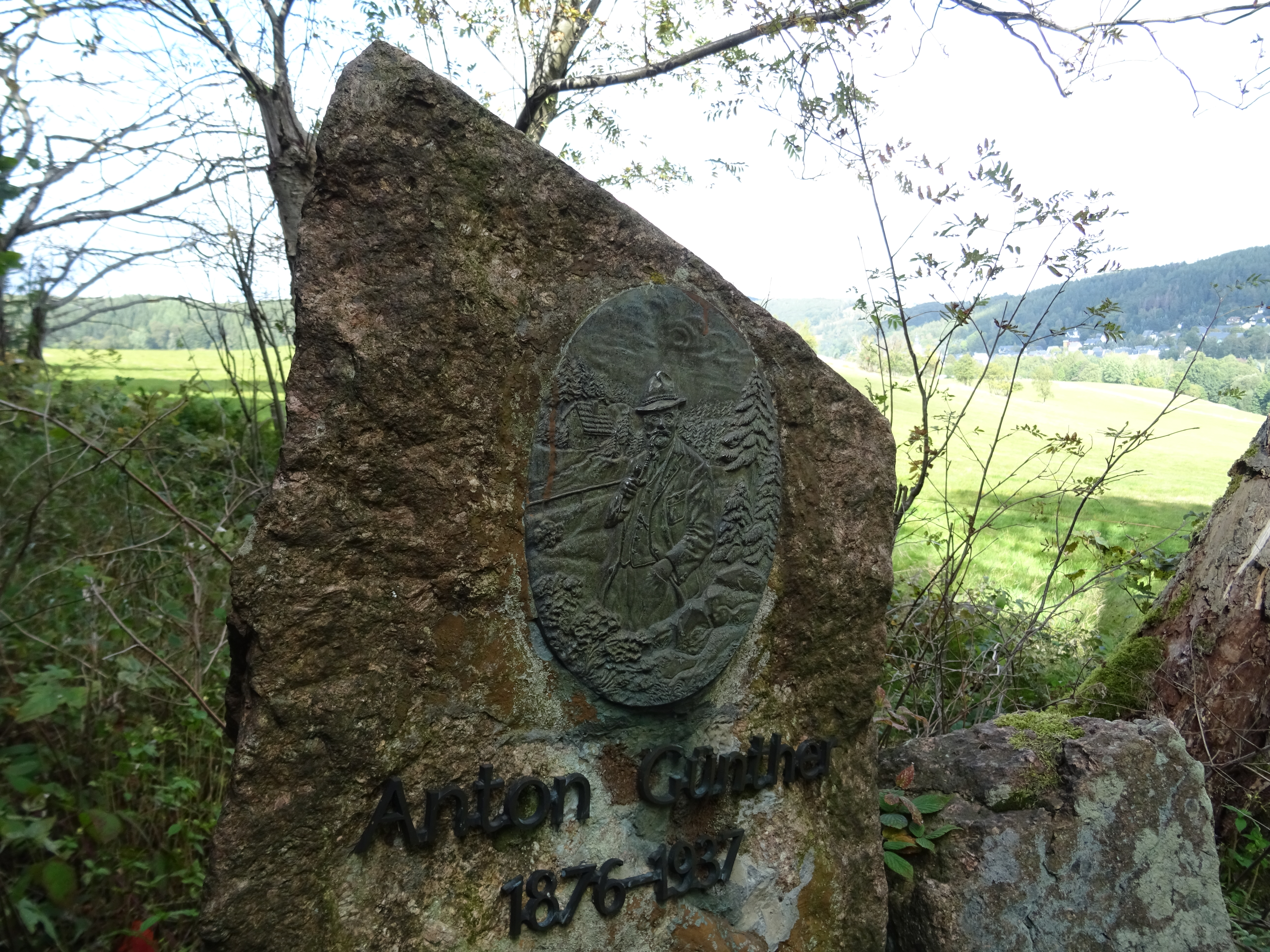
Anton-Günther-Gedenkstein am Nordfuß des Berges